# Autostop (programma televisivo)
Autostop è stato un programma televisivo andato in onda nel 1984 su Italia 1, nel giorno di domenica in prima serata. Si trattava di un gioco a quiz estivo, ispirato al gioco dell'oca con domande su cinema, musica e tv, condotto da Marco Columbro con la collaborazione di Paola Perego. Nel cast figuravano anche Aldo Baglio e Giovanni Storti, all'epoca un duo comico, che sarebbero poi diventati parte del trio Aldo, Giovanni e Giacomo formatosi qualche anno dopo.
Il programma era registrato nello Studio 4 di Cologno Monzese, lo stesso dove sono stati realizzati la maggior parte dei quiz degli anni ottanta.

## Il programma
Al gioco partecipavano i comici della televisione e dello spettacolo, contro i loro padrini seduti su un autoscontro di una giostra, ed era costituito in 3 manches.

### Prima manche
I concorrenti dovevano rispondere a domande riguardanti il mondo dello spettacolo e della televisione. Per ogni risposta esatta, l'autoscontro posizionato su un tabellone ispirato a quello del noto gioco dell'oca, si fermava; invece per ogni risposta sbagliata, l'autoscontro si muoveva e faceva cadere il suo avversario. Il montepremi saliva a quota 1.000.000 di lire.

### Seconda manche
In questa fase del programma, i concorrenti dovevano ricomporre una canzone inserendo nuove parole in dei testi originali, per poi cantarla in studio sopra una base.

### Terza manche
In quest'ultima manche, la donna componente di ciascuna coppia doveva aggiudicarsi delle buste, portando così la coppia a perdere percorsi nel tabellone, perdere parte del montepremi o il tempo a disposizione per rispondere in caso di penalità, o avanzare nel tabellone e guadagnare tempo a disposizione in caso di buste contenenti un "vantaggio".
Il gioco veniva vinto dai concorrenti che, per primi, raggiungevano la 36ª casella.

## Personaggi comici della trasmissione
- Bebo Storti
- Carlo Pistarino
- Aldo Baglio
- Daniela Piperno
- Mario Zucca
- Carmen Russo
- Enzo Braschi
- Sergio Vastano
- Ugo Conti
- Tinì Cansino
- Giovanni Storti
- Silvio Orlando